# Diócesis
Este artículo se refiere a la diócesis eclesiástica. Acerca de la unidad administrativa del Imperio romano véase Diócesis romana.
Si desea una lista de las diócesis católicas, consulte el anexo Diócesis católicas
Una diócesis es el distrito o territorio cristiano en el que tiene y ejerce jurisdicción eclesiástica un prelado: arzobispo, obispo, etcétera. El nombre proviene de tiempos de la Antigua Roma, ya que ese nombre se daba a las divisiones administrativas posteriores al siglo III. Un templo pertenece a una parroquia. Varias parroquias agrupadas suelen pertenecer a un decanato o arciprestazgo, los cuales, agrupados, pertenecen a una diócesis. Las diócesis se pueden agrupar, a su vez, en provincias eclesiásticas, a la cabeza de las cuales se halla una archidiócesis o arquidiócesis.
Cuando una diócesis carece de pastor (el obispo), se dice que está vacante o impedida.
El término diócesis es utilizado por distintas iglesias cristianas, siendo la más extendida la Iglesia católica, cuyo Código de Derecho Canónico la define en el canon 369 como:

La diócesis es una porción del pueblo de Dios, cuyo cuidado pastoral se encomienda al obispo con la cooperación del presbiterio, de manera que, unida a su pastor y congregada por él en el Espíritu Santo mediante el Evangelio y la Eucaristía, constituya una Iglesia particular, en la cual verdaderamente está presente y actúa la Iglesia de Cristo una santa, católica y apostólica.

Una diócesis titular en la Iglesia católica es un obispado o arzobispado del que hoy existe únicamente su título y es conservado su recuerdo. Se la concede a un obispo o arzobispo, quien no es un ordinario diocesano, sino que es un dignatario de la Curia Romana, un obispo auxiliar o el jefe de una jurisdicción misional como, por ejemplo, un vicariato apostólico.

## Otras Iglesias
La Iglesia de Inglaterra y las iglesias de la comunión anglicana denominan también diócesis a las entidades de carácter territorial, situadas bajo la jurisdicción de un obispo.
En la Iglesia metodista unida, un obispo recibe bajo su autoridad una área denominada "Área Episcopal". El clero bajo su supervisión con sus iglesias son denominadas Conferencia Anual.

## El Seminario
La diócesis debe proveer la formación de jóvenes para el clero local, y para ello es necesario la fundación de los seminarios en donde jóvenes candidatos siguen un itinerario de estudios filosóficos y teológicos que los conducen a la ordenación. Varias diócesis pueden crear también un "seminario interdiocesano", el cual es formulado por la Conferencia Episcopal de un país o una región.

## La universidad católica
Existen muchas diócesis en el mundo que poseen centros de educación superior. En principio la universidad católica nace en relación con el seminario diocesano como un apoyo a la formación de nuevas generaciones de clero. Pero la universidad católica es también un servicio para una nación o continente, y muchas universidades católicas del mundo se destacan por su aporte cultural y científico.